# زلكوفا يابانية
زلكوفا يابانية (الاسم العلمي:Zelkova japonica) هو نوع من النباتات يتبع جنس الزلكوفا من فصيلة الدردارية.